# Asellus alaskensis
Asellus (Arctasellus) alaskensis là một loài chân đều trong họ Asellidae. Loài này được Bowman & Holmquist miêu tả khoa học năm 1975.